# David Perdue
David Alfred Perdue Jr. (/pərˈduː/; nascido em 10 de dezembro de 1949) é um empresário e político americano que serviu como Senado dos Estados Unidos pela Geórgia de 2015 a 2021. Membro do Partido Republicano, Perdue é primo de Sonny Perdue, ex Governador da Geórgia e Secretário da Agricultura do governo de Donald Trump.
Graduado pelo Instituto de Tecnologia da Geórgia, Perdue começou sua carreira de negócios ao passar uma década como consultor de gerência. Em 1992, ele se tornou vice-presidente da Sara Lee Corporation. Durante a década seguinte, trabalhou para a Haggar Clothing e a Reebok. Em 2002, se juntou a Pillowtex mas ficou lá nove meses, se afastando devido a problemas financeiros dentro da companhia. Perdue então trabalhou para a Dollar General, onde, desta vez, conseguiu salvar o financeiro da empresa, indo depois para a Gujarat Heavy Chemicals Ltda (GHCL), que tinha negócios na indústria têxtil da Índia. Em 2010, Perdue foi apontado para a Autoridade de Portos da Geórgia. Em 2011, ele formou a Perdue Partners, uma empresa de negócios baseada em Atlanta.
Perdue começou sua carreira política em 2014, derrotando a democrata Michelle Nunn na corrida para representar o estado da Geórgia no Senado dos Estados Unidos com quase 53% dos votos.
Um forte conservador e aliado do presidente Trump, David Perdue acredita que os Estados Unidos devem focar em se tornar independentes em produção de energia, afirmando no seu Facebook que era a favor da eliminação da Agência Federal de Proteção Ambiental. Ele ainda diz que apoia uma "revitalização" da indústria manufatureira americana e aumento das exportações para gerar mais empregos e um crescimento econômico sustentável. Além disso, defende maior proteção das fronteiras, redução da imigração legal e é contra a chegada de refugiados ao país. Também se opõe a controle de armas, apoia o Estado de Israel e já se declarou contrário ao casamento entre pessoas do mesmo sexo. Foi derrotado pelo democrata Jon Ossoff, em janeiro de 2021, quando tentava a reeleição.